# Lijst van landen in 1903
Hieronder volgt een lijst van landen van de wereld in 1903.

## Uitleg
- Alle de facto onafhankelijke staten zonder ruime internationale erkenning zijn weergegeven onder het kopje Niet algemeen erkende landen.
- De in grote mate onafhankelijke Britse dominions zijn weergegeven onder het kopje Dominions van het Britse Rijk.
- De afhankelijke gebieden, dat wil zeggen gebieden die niet worden gezien als een integraal onderdeel van de staat waar ze afhankelijk van zijn, zijn weergegeven onder het kopje Niet-onafhankelijke gebieden. Vazalstaten zijn hierbij inbegrepen.
- Autonome gebieden, bezette gebieden en micronaties zijn niet op deze pagina weergegeven.

## Staatkundige veranderingen in 1903
- 15 januari: de Republiek Acre wordt de facto onafhankelijk van Bolivia.
- 15 maart: Sokoto wordt door het Verenigd Koninkrijk ingenomen en bij het Protectoraat Noord-Nigeria gevoegd.
- 12 mei: oprichting van het Franse protectoraat Mauritanië
- 13 mei: Acre wordt bezet door Brazilië.
- 2 augustus: uitroeping van de onafhankelijkheid van de Republiek Kruševo.
- 13 augustus: einde van de Republiek Kruševo.
- 31 augustus: de facto onafhankelijkheid van Acre.
- 31 augustus: de Seychellen worden een aparte Britse kroonkolonie apart van Mauritius.
- 3 november: Panama wordt onafhankelijk van Colombia.
- 18 november: de Panamakanaalzone komt in Amerikaanse handen.
- 1 december: Río de Oro wordt een apart Spaans protectoraat (voorheen onderdeel van de (Spaanse) Canarische eilanden).
- Atjeh wordt door Nederland ingenomen en bij Nederlands-Indië gevoegd.
- Het Emiraat Gumel, Daure-Baure en Daure-Zango worden bij het Britse Protectoraat Noord-Nigeria gevoegd.
- Kel Ahaggar komt onder Frans bewind te staan.
- Opper-Yafa wordt een onderdeel van het Protectoraat Aden.
- Einde van de onafhankelijkheid van Bailundo en Huambo, die bij Portugees-West-Afrika worden gevoegd.

## Onafhankelijke landen

### A
| Korte landsnaam (Nederlands) | Officiële landsnaam (Nederlands) | Korte landsnaam (oorspronkelijke taal/talen) |
| ---------------------------- | -------------------------------- | -------------------------------------------- |
| Adrar                        | Emiraat Adrar                    | Arabisch: Adrar / ولاية آدرار                |
| Andorra                      | Vorstendom Andorra               | Catalaans: Andorra                           |
| Angoche                      | Sultanaat Angoche                | Angoche                                      |
| Argentinië                   | Republiek Argentinië             | Spaans: Argentina                            |

### B
| Korte landsnaam (Nederlands) | Officiële landsnaam (Nederlands)               | Korte landsnaam (oorspronkelijke taal/talen) |
| ---------------------------- | ---------------------------------------------- | -------------------------------------------- |
| België                       | Koninkrijk België                              | Frans: Belgique Nederlands: België           |
| Bhutan                       | Bhutan                                         | Dzongkha: Druk Yul / འབྲུག་ཡུལ་                 |
| Bolivia                      | Republiek Bolivia                              | Spaans: Bolivia                              |
| Brakna                       | Emiraat Brakna                                 | Arabisch: البراكنة                           |
| Brazilië                     | Republiek van de Verenigde Staten van Brazilië | Portugees: Brasil                            |

### C
| Korte landsnaam (Nederlands) | Officiële landsnaam (Nederlands) | Korte landsnaam (oorspronkelijke taal/talen)          |
| ---------------------------- | -------------------------------- | ----------------------------------------------------- |
| Chili                        | Republiek Chili                  | Spaans: Chile                                         |
| China                        | Keizerrijk van de Grote Qing     | Mandarijn: Zhongguo / 中國 Mantsjoe: Dulimbai Gurun / |
| Chokwe                       | Koninkrijk Chokwe                | Chokwe:                                               |
| Colombia                     | Republiek Colombia               | Spaans: Colombia                                      |
| Congo-Vrijstaat              | Onafhankelijke Congostaat        | Frans: Congo                                          |
| Costa Rica                   | Republiek Costa Rica             | Spaans: Costa Rica                                    |
| Cuba                         | Republiek Cuba                   | Spaans: Cuba                                          |

### D
| Korte landsnaam (Nederlands) | Officiële landsnaam (Nederlands) | Korte landsnaam (oorspronkelijke taal/talen) |
| ---------------------------- | -------------------------------- | -------------------------------------------- |
| Daura (tot 1903)             | Daura                            | Hausa: Daura                                 |
| Denemarken                   | Koninkrijk Denemarken            | Deens: Danmark                               |
| Dominicaanse Republiek       | Dominicaanse Republiek           | Spaans: Republica Dominicana                 |
| Duitsland                    | Duitse Rijk (Duitse Keizerrijk)  | Duits: Deutschland                           |

### E
| Korte landsnaam (Nederlands) | Officiële landsnaam (Nederlands) | Korte landsnaam (oorspronkelijke taal/talen) |
| ---------------------------- | -------------------------------- | -------------------------------------------- |
| Ecuador                      | Republiek Ecuador                | Spaans: Ecuador                              |
| El Salvador                  | Republiek El Salvador            | Spaans: El Salvador                          |
| Ethiopië                     | Keizerrijk Ethiopië              | Amhaars: Ītyop'iya / ኢትዮጵያ                   |

### F
| Korte landsnaam (Nederlands) | Officiële landsnaam (Nederlands) | Korte landsnaam (oorspronkelijke taal/talen) |
| ---------------------------- | -------------------------------- | -------------------------------------------- |
| Frankrijk                    | Franse Republiek                 | Frans: France                                |

### G
| Korte landsnaam (Nederlands) | Officiële landsnaam (Nederlands) | Korte landsnaam (oorspronkelijke taal/talen) |
| ---------------------------- | -------------------------------- | -------------------------------------------- |
| Geledi                       | Sultanaat Geledi                 | Arabisch: غوبرون Somalisch: Geledi           |
| Griekenland                  | Koninkrijk Griekenland           | Grieks: Hellas / 'Ελλας                      |
| Guatemala                    | Republiek Guatemala              | Spaans: Guatemala                            |
| Gumel                        | Emiraat Gumel                    |                                              |

### H
| Korte landsnaam (Nederlands) | Officiële landsnaam (Nederlands)   | Korte landsnaam (oorspronkelijke taal/talen) |
| ---------------------------- | ---------------------------------- | -------------------------------------------- |
| Haïti                        | Republiek Haïti                    | Frans: Haïti                                 |
| Honduras                     | Republiek Honduras                 | Spaans: Honduras                             |
| Huambo (tot 1903)            | Koninkrijk Huambo (ook wel: Wambu) | Umbundu: Wambu                               |

### I
| Korte landsnaam (Nederlands) | Officiële landsnaam (Nederlands) | Korte landsnaam (oorspronkelijke taal/talen) |
| ---------------------------- | -------------------------------- | -------------------------------------------- |
| Italië                       | Koninkrijk Italië                | Italiaans: Italia                            |

### J
| Korte landsnaam (Nederlands) | Officiële landsnaam (Nederlands) | Korte landsnaam (oorspronkelijke taal/talen) |
| ---------------------------- | -------------------------------- | -------------------------------------------- |
| Japan                        | Groot Keizerrijk Japan           | Japans: Nihon / 日本                         |

### K
| Korte landsnaam (Nederlands) | Officiële landsnaam (Nederlands)              | Korte landsnaam (oorspronkelijke taal/talen) |
| ---------------------------- | --------------------------------------------- | -------------------------------------------- |
| Kasanje                      | Koninkrijk Kasanje (ook wel: Koninkrijk Jaga) | Kasanzi                                      |
| Kel Ahaggar (tot 1903)       | Kel Ahaggar                                   | Tamahaq: Kel Ahaggar                         |
| Korea                        | Groot Keizerrijk Korea                        | Koreaans: Chōsen / 한국                      |

### L
| Korte landsnaam (Nederlands) | Officiële landsnaam (Nederlands) | Korte landsnaam (oorspronkelijke taal/talen) |
| ---------------------------- | -------------------------------- | -------------------------------------------- |
| Liberia                      | Republiek Liberia                | Engels: Liberia                              |
| Liechtenstein                | Vorstendom Liechtenstein         | Duits: Liechtenstein                         |
| Luxemburg                    | Groothertogdom Luxemburg         | Duits: Luxemburg Frans: Luxembourg           |

### M
| Korte landsnaam (Nederlands) | Officiële landsnaam (Nederlands)                   | Korte landsnaam (oorspronkelijke taal/talen) |
| ---------------------------- | -------------------------------------------------- | -------------------------------------------- |
| Marokko                      | Koninkrijk Marokko                                 | Arabisch: al-Maghrib / المغرب                |
| Mbunda                       | Koninkrijk Mbunda                                  | Mbunda:                                      |
| Mexico                       | Verenigde Mexicaanse Staten                        | Spaans: México                               |
| Monaco                       | Vorstendom Monaco                                  | Frans: Monaco                                |
| Montenegro                   | Vorstendom Montenegro                              | Montenegrijns: Crna Gora / Црна Гора         |
| Mutapa                       | Koninkrijk Mutapa (ook wel: Mwenemutapa / Karanga) | Shona:                                       |

### N
| Korte landsnaam (Nederlands) | Officiële landsnaam (Nederlands) | Korte landsnaam (oorspronkelijke taal/talen) |
| ---------------------------- | -------------------------------- | -------------------------------------------- |
| Nederland                    | Koninkrijk der Nederlanden       | Nederlands: Nederland                        |
| Nicaragua                    | Republiek Nicaragua              | Spaans: Nicaragua                            |
| Nri                          | Koninkrijk Nri                   | Igbo: Ǹrì                                    |

### O
| Korte landsnaam (Nederlands) | Officiële landsnaam (Nederlands)                                                                            | Korte landsnaam (oorspronkelijke taal/talen)             |
| ---------------------------- | --- | -------------------------------------------------------- |
| Oostenrijk-Hongarije         | In de Rijksraad Vertegenwoordigde Koninkrijken en Landen en de Landen van de Heilige Hongaarse Stefanskroon | Duits: Österreich-Ungarn Hongaars: Osztrák-Magyarország  |
| Ottomaanse Rijk              | Sublieme Ottomaanse Staat                                                                                   | Osmaans: Devlet-i Âliyye-i Osmaniyye / دولتْ علیّه عثمانیّه |
| Ouaddaï                      | Sultanaat Ouaddaï                                                                                           | Arabisch: سلطنة وداي                                     |

### P
| Korte landsnaam (Nederlands) | Officiële landsnaam (Nederlands) | Korte landsnaam (oorspronkelijke taal/talen) |
| ---------------------------- | -------------------------------- | -------------------------------------------- |
| Panama (vanaf 3 november)    | Republiek Panama                 | Spaans: Panamá                               |
| Paraguay                     | Republiek Paraguay               | Spaans: Paraguay                             |
| Peru                         | Peruviaanse Republiek            | Spaans: Perú                                 |
| Perzië                       | Sublieme Perzische Staat         | Perzisch: Irân / ایران                       |
| Portugal                     | Koninkrijk Portugal              | Portugees: Portugal                          |

### R
| Korte landsnaam (Nederlands) | Officiële landsnaam (Nederlands) | Korte landsnaam (oorspronkelijke taal/talen) |
| ---------------------------- | -------------------------------- | -------------------------------------------- |
| Roemenië                     | Koninkrijk Roemenië              | Roemeens: România                            |
| Rusland                      | Keizerrijk Rusland               | Russisch: Rossija / Россия                   |

### S
| Korte landsnaam (Nederlands) | Officiële landsnaam (Nederlands) | Korte landsnaam (oorspronkelijke taal/talen)                                                      |
| ---------------------------- | -------------------------------- | ------------------------------------------------------------------------------------------------- |
| San Marino                   | Republiek San Marino             | Italiaans: San Marino                                                                             |
| Servië                       | Koninkrijk Servië                | Servisch: Srbija / Србија                                                                         |
| Siam                         | Koninkrijk Siam                  | Thai: Mueang Thai / เมืองไทย                                                                       |
| Sokoto (tot 15 maart)        | Kalifaat Sokoto                  | Arabisch: Daular Khalifar Sakkawato Al Khilafa Al Bilad As-Sudan / الدولة الخلافة في بلاد السودان |
| Spanje                       | Koninkrijk Spanje                | Spaans: España                                                                                    |

### T
| Korte landsnaam (Nederlands) | Officiële landsnaam (Nederlands) | Korte landsnaam (oorspronkelijke taal/talen) |
| ---------------------------- | -------------------------------- | -------------------------------------------- |
| Tagant                       | Emiraat Tagant                   | Arabisch: Tagant / ولاية تكانت               |

### U
| Korte landsnaam (Nederlands) | Officiële landsnaam (Nederlands) | Korte landsnaam (oorspronkelijke taal/talen) |
| ---------------------------- | -------------------------------- | -------------------------------------------- |
| Uruguay                      | Staat ten oosten van de Uruguay  | Spaans: Uruguay                              |

### V
| Korte landsnaam (Nederlands) | Officiële landsnaam (Nederlands)                    | Korte landsnaam (oorspronkelijke taal/talen) |
| ---------------------------- | --------------------------------------------------- | -------------------------------------------- |
| Venezuela                    | Verenigde Staten van Venezuela                      | Spaans: Venezuela                            |
| Verenigd Koninkrijk          | Verenigd Koninkrijk van Groot-Brittannië en Ierland | Engels: United Kingdom                       |
| Verenigde Staten             | Verenigde Staten van Amerika                        | Engels: United States                        |

### Z
| Korte landsnaam (Nederlands) | Officiële landsnaam (Nederlands)               | Korte landsnaam (oorspronkelijke taal/talen)               |
| ---------------------------- | ---------------------------------------------- | ---------------------------------------------------------- |
| Zweden-Noorwegen             | Verenigde Koninkrijken van Zweden en Noorwegen | Deens en Noors: Norge og Sverige Zweeds: Sverige och Norge |
| Zwitserland                  | Zwitserse Bondsstaat                           | Duits: Schweiz Frans: Suisse Italiaans: Svizzera           |

## Andere landen

### Dominions van het Britse Rijk
De dominions van het Britse Rijk hadden een grote mate van onafhankelijkheid.
| Korte landsnaam (Nederlands)          | Officiële landsnaam (Nederlands) | Korte landsnaam (oorspronkelijke taal/talen) |
| ------------------------------------- | -------------------------------- | -------------------------------------------- |
| (tot 4 juni) Australië (vanaf 4 juni) | Gemenebest Australië             | Engels: Australia                            |
| Canada                                | Dominion Canada                  | Engels en Frans: Canada                      |

### Unie tussen Zweden en Noorwegen
De Unie tussen Zweden en Noorwegen was een personele unie, waarbij de koning van Zweden tevens koning van Noorwegen was. Noorwegen had binnen deze unie een grote mate van autonomie.
| Korte landsnaam (Nederlands) | Officiële landsnaam (Nederlands) | Korte landsnaam (oorspronkelijke taal/talen) |
| ---------------------------- | -------------------------------- | -------------------------------------------- |
| Noorwegen                    | Koninkrijk Noorwegen             | Deens en Noors: Norge                        |
| Zweden                       | Koninkrijk Zweden                | Zweeds: Sverige                              |

### Informele Britse Aden-protectoraten
De Britten hadden in de 19e eeuw informele protectieverdragen gesloten met diverse staten in het zuiden van het Arabisch Schiereiland. Aan het eind van de 19e en begin 20e eeuw zouden er formele protectieverdragen worden gesloten en gingen deze staten op in het Protectoraat Aden. Hieronder zijn de staten vermeld die informele, maar geen formele verdragen met de Britten hadden.
| Korte landsnaam (Nederlands) | Officiële landsnaam (Nederlands)              | Korte landsnaam (oorspronkelijke taal/talen) |
| ---------------------------- | --------------------------------------------- | -------------------------------------------- |
| Dhala                        | Emiraat Dhala (ook wel: Dali / Dhali / Amiri) | Arabisch: aḍ-Ḍāliʿ / الضالع                  |

### Landen binnen de grenzen van het Ottomaanse Rijk
In onderstaande lijst zijn staten opgenomen die lagen in het gebied dat officieel behoorde tot het Ottomaanse Rijk, maar waar het Ottomaanse Rijk geen zeggenschap had (d.w.z. het binnenland van het Arabisch Schiereiland). Unayzah (ook wel: Anizah / Anazah) werd bestuurd door Nadjd en Buraidah werd bestuurd door Hail en zijn niet apart weergegeven. 
| Korte landsnaam (Nederlands) | Officiële landsnaam (Nederlands)                                    | Korte landsnaam (oorspronkelijke taal/talen) |
| ---------------------------- | ------------------------------------------------------------------- | -------------------------------------------- |
| Beda                         | Sultanaat Beda                                                      | Arabisch: al-Bayḍā / ٱلْبَيْضَاء                 |
| Hail                         | Emiraat Hail (ook wel: Emiraat Jebel Shammar / Emiraat Al Rashid)   | Arabisch: Ḥā'il / حائل                       |
| Kathiri                      | Kathiristaat Seiyun in Hadramaut (ook wel: Sultanaat Kathiri)       | Arabisch: al-Kathīrī / الكثيري               |
| Mutayr                       | Emiraat Mutayr                                                      | Arabisch: Mutayr / مطير                      |
| Nadjd en Hasa                | Emiraat Nadjd en Hasa                                               | Arabisch: Najd wal-Āḥsā‘ / نجد والأحساء      |
| Opper-Yafa (tot 1903)        | Staat Opper-Yafa (ook wel: Sultanaat Opper-Yafa)                    | Arabisch: Yāfiʿ al-ʿUlyā / يافع العليا       |
| Qasimiden                    | Imamaat van de Qasimiden (Imamaat Jemen / Imamaat van de Zaidieten) | Arabisch:                                    |

### Balinese koninkrijken
Het Koninkrijk Bali bestond uit diverse zelfstandige koninkrijken, waarbij de koning van Klungkung fungeerde als een primus inter pares. Ubud was een vazal van Gianyar en is niet apart weergegeven.
| Korte landsnaam (Nederlands) | Status               | Korte landsnaam (oorspronkelijke taal/talen) |
| ---------------------------- | -------------------- | -------------------------------------------- |
| Badung                       | Koninkrijk Badung    | Balinees: Badung                             |
| Bangli                       | Koninkrijk Bangli    | Balinees: Bangli                             |
| Gianyar                      | Koninkrijk Gianyar   | Balinees: Gianyar                            |
| Kesiman                      | Koninkrijk Kesiman   | Balinees: Kesiman                            |
| Klungkung                    | Koninkrijk Klungkung | Balinees: Klungkung                          |
| Pamecutan                    | Koninkrijk Pamecutan | Balinees: Pamecutan                          |
| Tabanan                      | Koninkrijk Tabanan   | Balinees: Tabanan                            |

### Andere niet algemeen erkende landen
In onderstaande lijst zijn landen opgenomen die internationaal niet erkend werden, maar de facto wel onafhankelijk waren en de onafhankelijkheid hadden uitgeroepen.
| Korte landsnaam (Nederlands)                          | Officiële landsnaam (Nederlands)               | Korte landsnaam (oorspronkelijke taal/talen)  |
| ----------------------------------------------------- | ---------------------------------------------- | --------------------------------------------- |
| Acre (van 15 januari tot 13 mei en vanaf 31 augustus) | Republiek Acre                                 | Portugees en Spaans: Acre                     |
| Atjeh (tot 1903)                                      | Koninkrijk Atjeh Darussalam (Sultanaat Atjeh)  | Atjehs: Acèh                                  |
| Aussa                                                 | Afar Sultanaat Aussa (ook wel: Sultanaat Awsa) | Afar: Awsa Arabisch: سلطنة عفر                |
| Bailundo (tot 1903)                                   | Koninkrijk Bailundo (ook wel: Mbailundu)       | Umbundu: Mbailundu                            |
| Bali                                                  | Koninkrijk Bali                                | Balinees: Bali                                |
| Derwisjstaat                                          | Derwisjstaat                                   | Arabisch: دولة الدراويش Somalisch: Daraawiish |
| Kruševo (van 2 tot 13 augustus)                       | Republiek Kruševo                              | Macedonisch: Kruševo / Крушево                |
| Tagalog                                               | Republiek Tagalog                              | Tagalog: Katagalugan                          |
| Viye                                                  | Koninkrijk Viye (ook wel: Bié / Bihe)          | Umbundu:                                      |

## Niet-onafhankelijke gebieden
Hieronder staat een lijst van afhankelijke gebieden.

### Amerikaanse niet-onafhankelijke gebieden
De Filipijnen en Porto Rico waren organized unincorporated territories, wat wil zeggen dat het afhankelijke gebieden waren van de Verenigde Staten met een bepaalde vorm van zelfbestuur. Daarnaast waren er nog een aantal unorganized unincorporated territories. Deze gebieden waren ook afhankelijke gebieden van de VS, maar kenden geen vorm van zelfbestuur. Arizona, New Mexico, Oklahoma en Hawaï waren als organized incorporated territories een integraal onderdeel van de VS en zijn derhalve niet in onderstaande lijst opgenomen. Alaska was als unorganized incorporated territory eveneens een integraal onderdeel van de VS.
Diverse eilandgebieden werden door de Verenigde Staten geclaimd als unorganized unincorporated territories, maar werden door andere landen bestuurd. De eilandgebieden Nukufetau, Nukulaelae, Funafuti en Niulakita vielen onder het bestuur van het Verenigd Koninkrijk als onderdeel van de Ellice-eilanden. De eilandgebieden Atafu, Bowditch en Nukunonu vielen onder het bestuur van het Verenigd Koninkrijk als onderdeel van de Unie-eilanden. De eilandgebieden Manihiki, Penrhyn, Pukapuka en Rakahanga vielen onder het bestuur van het Verenigd Koninkrijk als onderdeel van de Cookeilanden. De eilandgebieden Caroline, Fanning, Flint, Jarvis, Kersteiland, Malden,  Starbuck, Vostok en Washington vielen als de Line-eilanden onder het bestuur van het Verenigd Koninkrijk. De eilandgebieden Baker, Birnie, Canton, Enderbury, Gardner, McKean, Phoenix en Sydney vielen als de Phoenixeilanden ook onder het bestuur van het Verenigd Koninkrijk. Minamitorishima (Marcus) stond onder het bestuur van Japan.
| Korte landsnaam (Nederlands)         | Status                               | Korte landsnaam (oorspronkelijke taal/talen)                                                   |
| ------------------------------------ | ------------------------------------ | ---------------------------------------------------------------------------------------------- |
| Amerikaans-Samoa                     | Unorganized unincorporated territory | Engels: American Samoa                                                                         |
| Danger                               | Unorganized unincorporated territory | Engels: Danger Reef                                                                            |
| Filipijnen                           | Organized unincorporated territory   | Engels: Philippines Filipijns: Pilipinas Spaans: Filipinas                                     |
| Guam                                 | Unorganized unincorporated territory | Engels: Guam                                                                                   |
| Howland                              | Unorganized unincorporated territory | Engels: Howland Island                                                                         |
| Johnston                             | Unorganized unincorporated territory | Engels: Johnston Atoll                                                                         |
| Midway                               | Unorganized unincorporated territory | Engels: Midway Islands                                                                         |
| Navassa                              | Unorganized unincorporated territory | Engels: Navassa Island                                                                         |
| Panamakanaalzone (vanaf 18 november) | Unorganized unincorporated territory | Engels: Panama Canal Zone                                                                      |
| Petreleilanden                       | Unorganized unincorporated territory | Engels: Petrel Islands                                                                         |
| Porto Rico                           | Organized unincorporated territory   | Engels en Spaans: Porto Rico                                                                   |
| Quita Sueño                          | Unorganized unincorporated territory | Engels: Quitasueño Bank                                                                        |
| Roncador                             | Unorganized unincorporated territory | Engels: Roncador Bank                                                                          |
| Serrana                              | Unorganized unincorporated territory | Engels: Serrana Bank                                                                           |
| Serranilla                           | Unorganized unincorporated territory | Engels: Serranilla Bank                                                                        |
| Sulu                                 | Protectoraat: Sultanaat Sulu         | Arabisch: سولو Engels: Sulu Maleis: Sulu / سولو Tausug: Kasultanan sin Sūg / كاسولتانن سين سوڬ |
| Swains                               | Unorganized unincorporated territory | Engels: Swains Island                                                                          |
| Swaneilanden                         | Unorganized unincorporated territory | Engels: Swan Islands                                                                           |
| Wake                                 | Unorganized unincorporated territory | Engels: Wake Island                                                                            |

### Belgisch-Duitse niet-onafhankelijke gebieden
| Korte landsnaam (Nederlands) | Status                                           | Korte landsnaam (oorspronkelijke taal/talen)                                 |
| ---------------------------- | ------------------------------------------------ | ---------------------------------------------------------------------------- |
| Neutraal Moresnet            | Condominium: Het Onverdeelde Gebied van Moresnet | Duits: Neutral-Moresnet Frans: Moresnet neutre Nederlands: Neutraal Moresnet |

### Brits-Franse gebieden
| Korte landsnaam (Nederlands) | Status                                         | Korte landsnaam (oorspronkelijke taal/talen)  |
| ---------------------------- | ---------------------------------------------- | --------------------------------------------- |
| Nieuwe Hebriden              | Bestuurd door een Anglo-Franse marinecommissie | Engels: New Hebrides Frans: Nouvelle-Hébrides |

### Britse niet-onafhankelijke gebieden
In onderstaande lijst zijn onder meer de Britse (kroon)kolonies en protectoraten weergegeven. Jersey, Guernsey en Man hadden als Britse Kroonbezittingen niet de status van kolonie, maar hadden een andere relatie tot het Verenigd Koninkrijk. Afghanistan, Brunei, de Gefedereerde Maleise Staten, Johor, Sarawak en Tonga stonden als protected states onder Britse protectie, maar waren, in tegenstelling tot daadwerkelijke protectoraten, grotendeels autonoom aangaande interne aangelegenheden. De Britse Salomonseilanden, Fiji (inclusief de Pitcairneilanden), de Gilbert- en Ellice-eilanden, de Unie-eilanden, de Phoenixeilanden en Tonga werden door één enkele vertegenwoordiger van de Britse Kroon bestuurd onder de naam Britse West-Pacifische Territoria, maar zijn wel apart in de lijst opgenomen. Basutoland, Beetsjoeanaland en Swaziland werden door een vertegenwoordiger (de gouverneur-generaal van Zuid-Afrika) bestuurd onder de naam High Commission Territories, maar zijn ook apart in de lijst opgenomen. Brits-Indië is de term die refereert aan het Britse gezag op het Indische subcontinent. Het bestond uit gebieden die onder direct gezag vielen van de Britse Kroon (het eigenlijke Brits-Indië) en vele semi-onafhankelijke vorstenlanden (princely states) die door hun eigen lokale heersers werden bestuurd, maar onderhorig waren aan de Britse kolonisator. Deze vorstenlanden staan niet in onderstaande lijst vermeld, maar zijn weergegeven op de pagina vorstenlanden van Brits-Indië. Brits-Birma, het Protectoraat Aden en de stad Aden vielen ook onder Brits-Indië en staan derhalve niet apart in onderstaande lijst vermeld. Bahrein, Koeweit (officieel onder Ottomaanse soevereiniteit), Muscat en Oman en de Verdragsstaten stonden onder Britse protectie en vielen als zodanig onder de Persian Gulf Residency in Bushehr dat deel uitmaakte van Brits-Indië. Deze landen hadden echter een grote mate van autonomie en zijn derhalve wel apart opgenomen. Noord-Borneo (dat officieel viel onder de suzereiniteit van het Sultanaat Sulu) en Brits Cyprus (dat officieel bij het Ottomaanse Rijk hoorde) stonden ook onder Britse protectie zijn ook in onderstaande lijst opgenomen.
| Korte landsnaam (Nederlands)                        | Status                                                                 | Korte landsnaam (oorspronkelijke taal/talen)                                                                  |
| --------------------------------------------------- | ---------------------------------------------------------------------- | --- |
| Abeokuta                                            | Protectoraat: Egba United Government                                   | Engels: Egba United Government                                                                                |
| Afghanistan                                         | Protected state: Emiraat Afghanistan                                   | Dari en Pasjtoe: Afghānestān / افغانستان Engels: Afghanistan                                                  |
| Anglo-Egyptisch Soedan                              | Condominium                                                            | Arabisch: السودان الأنجلو مصري Engels: Anglo-Egyptian Sudan                                                   |
| Ascension                                           | Overzees bezit                                                         | Engels: Ascension Island                                                                                      |
| Ashmorerif                                          | Overzees bezit                                                         | Engels: Ashmore Reef                                                                                          |
| Bahama-eilanden                                     | Kroonkolonie                                                           | Engels: The Bahamas                                                                                           |
| Bahrein                                             | Protected state                                                        | Arabisch: al-Bahrayn / البحرين Engels: Bahrain                                                                |
| Baker                                               | Overzees bezit                                                         | Engels: Baker Island                                                                                          |
| Barbados                                            | Kroonkolonie                                                           | Engels: Barbados                                                                                              |
| Barotseland-Noordwest-Rhodesië                      | Eigendom van de British South Africa Company                           | Engels: Barotziland-North-Western Rhodesia                                                                    |
| Basutoland                                          | Kolonie                                                                | Engels: Basutoland                                                                                            |
| Beetsjoeanaland                                     | Protectoraat                                                           | Engels: Bechuanaland                                                                                          |
| Bermuda                                             | Kroonkolonie                                                           | Engels: Bermuda                                                                                               |
| Brits Centraal-Afrika                               | Protectoraat bestuurd door de British South Africa Company             | Engels: British Central Africa Protectorate                                                                   |
| Brits-Ceylon                                        | Kroonkolonie                                                           | Engels: Ceylon                                                                                                |
| Britse Benedenwindse Eilanden                       | Kroonkolonie                                                           | Engels: British Leeward Islands                                                                               |
| (tot 1903) Britse Bovenwindse Eilanden (vanaf 1903) | Kroonkolonie                                                           | Engels: British Windward Islands                                                                              |
| Britse Goudkust                                     | Kroonkolonie                                                           | Engels: Gold Coast                                                                                            |
| Britse Salomonseilanden                             | Protectoraat                                                           | Engels: British Solomon Islands                                                                               |
| Britse Somalikust                                   | Protectoraat                                                           | Engels: British Somali Coast                                                                                  |
| Brits-Guiana                                        | Kroonkolonie                                                           | Engels: British Guiana                                                                                        |
| Brits-Honduras                                      | Kroonkolonie                                                           | Engels: British Honduras                                                                                      |
| Brits-Indië                                         | Kroonkolonie                                                           | Engels: British Raj / Indian Empire / India                                                                   |
| Brits-Nieuw-Guinea                                  | Kroonkolonie                                                           | Engels: British New Guinea                                                                                    |
| Brits-Oost-Afrika                                   | Protectoraat                                                           | Engels: British East Africa                                                                                   |
| Brunei                                              | Protected state: Staat Brunei Darussalam                               | Engels en Maleis: Brunei                                                                                      |
| Cyprus                                              | Protectoraat onder Ottomaanse suzereiniteit                            | Engels: Cyprus                                                                                                |
| Darfur                                              | Vazalstaat: Emiraat Darfur                                             | Arabisch: Dār Fūr / دار فور Engels: Darfur                                                                    |
| Falklandeilanden                                    | Kroonkolonie                                                           | Engels: Falkland Islands                                                                                      |
| Fiji                                                | Kolonie                                                                | Engels: Fiji                                                                                                  |
| Gambia                                              | Protectoraat en Kroonkolonie                                           | Engels: The Gambia                                                                                            |
| Gefedereerde Maleise Staten                         | Protected state                                                        | Engels: Federated Malay States Maleis: Negeri-negeri Melayu Bersekutu / نڬري٢ ملايو برسكوتو                   |
| Gibraltar                                           | Kroonkolonie                                                           | Engels: Gibraltar                                                                                             |
| Gilbert- en Ellice-eilanden                         | Kroonkolonie                                                           | Engels: Gilbert and Ellice Islands                                                                            |
| Grahamland                                          | Overzees bezit                                                         | Engels: Graham Land                                                                                           |
| Guernsey                                            | Brits Kroonbezit                                                       | Engels: Guernsey Frans: Guernesey                                                                             |
| Hongkong                                            | Kroonkolonie                                                           | Engels: Hong Kong Kantonees: Hong Kong / 香港                                                                 |
| Jamaica                                             | Kroonkolonie                                                           | Engels: Jamaica                                                                                               |
| Jersey                                              | Brits Kroonbezit                                                       | Engels en Frans: Jersey                                                                                       |
| Johor                                               | Protected state                                                        | Engels: Johor Maleis: Johor / جوهور                                                                           |
| Kaapkolonie                                         | Kroonkolonie: Kaap de Goede Hoop                                       | Engels: Cape Colony Nederlands: Kaapkolonie                                                                   |
| Koeweit                                             | Protected state onder Ottomaanse suzereiniteit: Sjeikdom Koeweit       | Arabisch: al-Kuwayt / الكويت Engels: Kuwait                                                                   |
| Lagos                                               | Kroonkolonie                                                           | Engels: Lagos                                                                                                 |
| Line-eilanden                                       | Overzees bezit                                                         | Engels: Line Islands                                                                                          |
| Maldivische Eilanden                                | Protectoraat: Sultanaat van de Maldivische Eilanden                    | Engels: Maldive Islands                                                                                       |
| Malta                                               | Kroonkolonie                                                           | Engels: Malta                                                                                                 |
| Man                                                 | Brits Kroonbezit                                                       | Engels: Isle of Man Manx-Gaelisch: Ellan Vannin                                                               |
| Mauritius                                           | Kroonkolonie                                                           | Engels: Mauritius                                                                                             |
| Muscat en Oman                                      | Protected state: Sultanaat Muscat en Oman                              | Arabisch: Umān / عُمان Engels: Oman                                                                            |
| Natal                                               | Kroonkolonie                                                           | Engels en Nederlands: Natal                                                                                   |
| Nepal                                               | Protectoraat: Koninkrijk Nepal                                         | Engels: Nepal Nepalees: Nepal / नेपाल                                                                           |
| Newfoundland                                        | Kroonkolonie                                                           | Engels: Newfoundland                                                                                          |
| Nieuw-Zeeland                                       | Kroonkolonie                                                           | Engels: New Zealand                                                                                           |
| Noord-Borneo                                        | Protected state, formeel onder de suzereiniteit van het Sultanaat Sulu | Engels: North Borneo Maleis: Borneo Utara                                                                     |
| Noord-Nigeria                                       | Protectoraat                                                           | Engels: Northern Nigeria                                                                                      |
| Noordoost-Rhodesië                                  | Eigendom van de British South Africa Company                           | Engels: North-Eastern Rhodesia                                                                                |
| Oeganda                                             | Protectoraat                                                           | Engels: Uganda                                                                                                |
| Oranjerivierkolonie                                 | Kroonkolonie                                                           | Engels: Orange River Colony Nederlands: Oranjerivierkolonie                                                   |
| Phoenixeilanden                                     | Overzees bezit                                                         | Engels: Phoenix Islands                                                                                       |
| Prins Edwardeilanden                                | Overzees bezit                                                         | Engels: Prince Edward Islands                                                                                 |
| Sarawak                                             | Protected state: Koninkrijk Sarawak                                    | Engels: Sarawak Maleis: Sarawak / سراوق                                                                       |
| Seychellen (vanaf 31 augustus)                      | Kroonkolonie                                                           | Engels: Seychelles                                                                                            |
| Sierra Leone                                        | Kroonkolonie en protectoraat                                           | Engels: Sierra Leone                                                                                          |
| Sint-Helena                                         | Kroonkolonie                                                           | Engels: Saint Helena                                                                                          |
| Straits Settlements                                 | Protectoraat                                                           | Chinees: Hǎixiá zhímíndì / 海峡殖民地 Engels: Straits Settlements Maleis: Negeri-Negeri Selat / نڬري-نڬري سلت |
| Swaziland                                           | Protectoraat: Koninkrijk Swaziland                                     | Engels: Swaziland Swazi: eSwatini                                                                             |
| Tonga                                               | Protected state: Koninkrijk Tonga                                      | Engels en Tongaans: Tonga                                                                                     |
| Transvaalkolonie                                    | Kroonkolonie                                                           | Engels: Transvaal Colony Nederlands: Transvaalkolonie                                                         |
| Trinidad en Tobago                                  | Kroonkolonie                                                           | Engels: Trinidad and Tobago                                                                                   |
| Tristan da Cunha                                    | Overzees bezit                                                         | Engels: Tristan da Cunha                                                                                      |
| Unie-eilanden                                       | Protectoraat                                                           | Engels: Union Islands                                                                                         |
| Verdragsstaten                                      | Protected states                                                       | Arabisch: ولايات الساحل المتصالح Engels: Trucial States                                                       |
| Victorialand                                        | Overzees bezit                                                         | Engels: Victoria Land                                                                                         |
| Witu-Protectoraat                                   | Protectoraat                                                           | Engels: Witu Protectorate                                                                                     |
| Zanzibar                                            | Protectoraat: Sultanaat Zanzibar                                       | Arabisch: Zanjibār / زنجبار Engels: Zanzibar                                                                  |
| Zuidelijke Orkneyeilanden                           | Overzees bezit                                                         | Engels: South Orkney Islands                                                                                  |
| Zuidelijke Shetlandeilanden                         | Overzees bezit                                                         | Engels: South Shetland Islands                                                                                |
| Zuid-Georgia en de Zuidelijke Sandwicheilanden      | Overzees bezit                                                         | Engels: South Georgia and the South Sandwich Islands                                                          |
| Zuid-Nigeria                                        | Protectoraat                                                           | Engels: Southern Nigeria                                                                                      |
| Zuid-Rhodesië                                       | Eigendom van de British South Africa Company                           | Engels: Southern Rhodesia                                                                                     |

### Chinese niet-onafhankelijke gebieden
| Korte landsnaam (Nederlands) | Status             | Korte landsnaam (oorspronkelijke taal/talen)    |
| ---------------------------- | ------------------ | ----------------------------------------------- |
| Mongolië                     | Afhankelijke regio | Mandarijn: Měnggǔ / 蒙古 Mongools: Mongol Uls / |
| Tibet                        | Afhankelijke regio | Mandarijn: Xīzàng / 西藏 Tibetaans: Bod / བོད་   |

### Niet-onafhankelijke gebieden van de Congo-Vrijstaat
| Korte landsnaam (Nederlands) | Status                        | Korte landsnaam (oorspronkelijke taal/talen) |
| ---------------------------- | ----------------------------- | -------------------------------------------- |
| Katanga                      | Comité Spécial du Katanga     | Frans: Katanga                               |
| Rafai                        | Protectoraat: Sultanaat Rafai | Frans: Rafai                                 |
| Zemio                        | Protectoraat: Sultanaat Rafai | Frans: Zemio                                 |

### Deense niet-onafhankelijke gebieden
Faeröer was een provincie van Denemarken en was dus eigenlijk een integraal onderdeel van dat land. Desondanks zijn de Faeröer wel in onderstaande lijst opgenomen, omdat het wel als apart afhankelijk gebied kan worden beschouwd.
| Korte landsnaam (Nederlands) | Status             | Korte landsnaam (oorspronkelijke taal/talen) |
| ---------------------------- | ------------------ | -------------------------------------------- |
| Deens-West-Indië             | Kolonie            | Deens: Dansk Vestindien                      |
| Faeröer                      | Provincie          | Deens: Færøerne                              |
| Groenland                    | Kolonie            | Deens: Grønland                              |
| IJsland                      | Afhankelijk gebied | Deens: Island                                |

### Duitse niet-onafhankelijke gebieden
| Korte landsnaam (Nederlands) | Status                                                              | Korte landsnaam (oorspronkelijke taal/talen) |
| ---------------------------- | ------------------------------------------------------------------- | -------------------------------------------- |
| Duitse Marianen              | Kolonie                                                             | Duits: Marianen Inseln                       |
| Duits-Kameroen               | Kolonie                                                             | Duits: Kamerun                               |
| Duits-Nieuw-Guinea           | Kolonie                                                             | Duits: Deutsch-Neuguinea                     |
| Duits-Oost-Afrika            | Kolonie                                                             | Duits: Deutsch-Ostafrika                     |
| Duits-Samoa                  | Kolonie                                                             | Duits: Deutsch-Samoa                         |
| Duits-Zuidwest-Afrika        | Kolonie                                                             | Duits: Deutsch-Südwestafrika                 |
| Jaluit                       | Landeshauptmannschaft Jaluit, bestuurd door het Jaluit-Gesellschaft | Duits: Jaluit                                |
| Togoland                     | Protectoraat                                                        | Duits: Togo                                  |

### Ethiopische niet-onafhankelijke gebieden
| Korte landsnaam (Nederlands) | Status                       | Korte landsnaam (oorspronkelijke taal/talen) |
| ---------------------------- | ---------------------------- | -------------------------------------------- |
| Jimma                        | Vazalstaat: Koninkrijk Jimma | Afaan Oromo: Jimmaa                          |

### Franse niet-onafhankelijke gebieden
Frans-West-Afrika was een federatie van Franse koloniën bestaande uit Dahomey, Frans-Guinea, Ivoorkust, Senegal en Senegambia en Niger. De Unie van Indochina, ofwel Frans-Indochina, was een federatie die bestond uit het Protectoraat Cambodja, het Koninkrijk Laos, het Protectoraat Annam, het Protectoraat Tonkin en de kolonie Frans-Cochin-China. Frans-Congo bestond uit Midden-Congo, Gabon, Oubangui-Chari en Tsjaad. Algerije werd, met uitzondering van de zuidelijke territoria, bestuurd als een integraal onderdeel van Frankrijk, maar is wel apart in de lijst opgenomen. Het Protectoraat van de Comoren werd bestuurd vanuit Mayotte en is daarom niet apart in de lijst weergegeven.
| Korte landsnaam (Nederlands) | Status                                                                 | Korte landsnaam (oorspronkelijke taal/talen) |
| ---------------------------- | ---------------------------------------------------------------------- | -------------------------------------------- |
| Adélieland                   | Overzees bezit                                                         | Frans: Terre Adélie                          |
| Algerije                     | Verzameling departementen en territoria                                | Frans: Algérie                               |
| Crozeteilanden               | Overzees bezit                                                         | Frans: Îles Crozet                           |
| Frans-Congo                  | Kolonie                                                                | Frans: Congo français                        |
| Frans-Guyana                 | Kolonie                                                                | Frans: Guyane                                |
| Frans-Indië                  | Kolonie                                                                | Frans: Établissements français de l'Inde     |
| Frans-Madagaskar             | Kolonie                                                                | Frans: Madagascar                            |
| Frans-Oceanië                | Kolonie                                                                | Frans: Océanie française                     |
| Frans-Somaliland             | Kolonie                                                                | Frans: Côte française des Somalis            |
| Frans-West-Afrika            | Kolonie                                                                | Frans: Afrique occidentale française         |
| Guadeloupe                   | Kolonie                                                                | Frans: Guadeloupe                            |
| Kerguelen                    | Overzees bezit                                                         | Frans: Îles Kerguelen                        |
| Martinique                   | Kolonie                                                                | Frans: Martinique                            |
| Mauritanië (vanaf 12 mei)    | Protectoraat                                                           | Frans: Mauritanie                            |
| Mayotte                      | Kolonie                                                                | Frans: Mayotte                               |
| Nieuw-Caledonië              | Kolonie                                                                | Frans: Nouvelle-Calédonie                    |
| Réunion                      | Kolonie                                                                | Frans: Réunion                               |
| Saint-Paul en Amsterdam      | Overzees bezit                                                         | Frans: Saint-Paul-et-Amsterdam               |
| Saint-Pierre en Miquelon     | Kolonie                                                                | Frans: Saint-Pierre et Miquelon              |
| Tunesië                      | Protectoraat                                                           | Arabisch: Tūnis / تونس Frans: Tunisie        |
| Unie van Indochina           | Federatie van Franse koloniën en protectoraten: Indo-Chinese Federatie | Frans: Fédération indochinoise               |

### Italiaanse niet-onafhankelijke gebieden
| Korte landsnaam (Nederlands) | Status       | Korte landsnaam (oorspronkelijke taal/talen) |
| ---------------------------- | ------------ | -------------------------------------------- |
| Italiaans-Eritrea            | Kolonie      | Italiaans: Eritrea                           |
| Italiaans-Somaliland         | Protectoraat | Italiaans: Somalia Italiana                  |

### Japanse niet-onafhankelijke gebieden
| Korte landsnaam (Nederlands) | Status             | Korte landsnaam (oorspronkelijke taal/talen) |
| ---------------------------- | ------------------ | -------------------------------------------- |
| Taiwan                       | Afhankelijk gebied | Chinees: Táiwān / 臺灣 Japans: Taiwan / 台湾 |

### Nederlandse niet-onafhankelijke gebieden
| Korte landsnaam (Nederlands) | Status  | Korte landsnaam (oorspronkelijke taal/talen) |
| ---------------------------- | ------- | -------------------------------------------- |
| Curaçao                      | Kolonie | Nederlands: Curaçao en Onderhorigheden       |
| Nederlands-Indië             | Kolonie | Nederlands: Nederlandsch-Indië               |
| Suriname                     | Kolonie | Nederlands: Suriname                         |

### Nieuw-Zeelandse niet-onafhankelijke gebieden
Nieuw-Zeeland was zelf een Britse kroonkolonie.
| Korte landsnaam (Nederlands) | Status      | Korte landsnaam (oorspronkelijke taal/talen)       |
| ---------------------------- | ----------- | -------------------------------------------------- |
| Cookeilanden                 | Territorium | Cookeilandmaori: Kūki 'Āirani Engels: Cook Islands |
| Niue (vanaf 23 november)     | Territorium | Engels: Niue Niuees: Niuē Fekai                    |

### Noorse niet-onafhankelijke gebieden
| Korte landsnaam (Nederlands) | Status         | Korte landsnaam (oorspronkelijke taal/talen) |
| ---------------------------- | -------------- | -------------------------------------------- |
| Sverdrup-eilanden            | Overzees bezit | Noors: Sverdrupøyene                         |

### Ottomaanse niet-onafhankelijke gebieden
Cyprus en Koeweit behoorden officieel bij het Ottomaanse Rijk, maar stonden onder Britse protectie en zijn niet hieronder weergegeven, maar vermeld onder het kopje Britse niet-onafhankelijke gebieden. Qatar was officieel een onderdeel van het Ottomaanse Rijk, maar bezat een grote mate van onafhankelijkheid. De Kretenzische Staat was een autonome staat onder internationale protectie. Het Vorstendom Samos had ook een autonome status. Het Vorstendom Bulgarije was de jure een vazalstaat van het Ottomaanse Rijk, maar was de facto onafhankelijk. Oost-Roemelië was de jure ook een vazalstaat, maar was de facto een onderdeel van Bulgarije, waarmee het een personele unie vormde.
| Korte landsnaam (Nederlands) | Status                                     | Korte landsnaam (oorspronkelijke taal/talen)                                                                                       |
| ---------------------------- | ------------------------------------------ | --- |
| Bulgarije                    | Vazalstaat: Vorstendom Bulgarije           | Bulgaars: Balgariya / България |
| Kreta                        | Autonoom gebied: Kretenzische Staat        | Grieks: Kritiki Politeia / Κρητική Πολιτεία Osmaans: Girit Devleti / كريد دولتى                                                    |
| Najran                       | Vorstendom Najran                          | Arabisch: Najran / نجران |
| Oost-Roemelië                | Vazalstaat in personele unie met Bulgarije | Bulgaars: Iztochna Rumeliya / Източна Румелия Grieks: Anatoliki Romylia / Ανατολική Ρωμυλία Osmaans: Rumeli-i Şarkî / روم الى شرقى |
| Qatar                        | Autonoom onderdeel van het Ottomaanse Rijk | Arabisch: Qatar / قطر Osmaans: |
| Samos                        | Autonoom gebied: Vorstendom Samos          | Grieks: Sámos / Σάμος Osmaans: Sisam Beyliği                                                                                       |

### Portugese niet-onafhankelijke gebieden
| Korte landsnaam (Nederlands)                | Status                                             | Korte landsnaam (oorspronkelijke taal/talen) |
| ------------------------------------------- | -------------------------------------------------- | -------------------------------------------- |
| Cabo Delgado en Niassa                      | Gebied onder beheer van de Companhia do Niassa     | Portugees: Cabo Delgado e Niassa             |
| Kaapverdië                                  | Kolonie                                            | Portugees: Cabo Verde                        |
| Macau                                       | Kolonie                                            | Portugees: Macau                             |
| Manica en Sofala                            | Gebied onder beheer van de Companhia de Moçambique | Portugees: Manica e Sofala                   |
| Portugees-Guinea                            | Kolonie                                            | Portugees: Guiné Portuguesa                  |
| Portugees-Indië (ook wel: Goa)              | Kolonie                                            | Portugees: Estado da Índia Portuguesa        |
| Portugees-Oost-Afrika (ook wel: Mozambique) | Kolonie                                            | Portugees: África Oriental Portuguesa        |
| Portugees-Timor                             | Kolonie                                            | Portugees: Timor Português                   |
| Portugees-West-Afrika (ook wel: Angola)     | Kolonie                                            | Portugees: África Ocidental Portuguesa       |
| Sao Tomé en Principe                        | Kolonie                                            | Portugees: São Tomé e Príncipe               |

### Russische niet-onafhankelijke gebieden
Åland maakte eigenlijk deel uit van Finland, dat weer in personele unie met Rusland was verbonden, maar Åland had sinds de Vrede van Parijs (1856) een internationaal erkende speciale status.
| Korte landsnaam (Nederlands) | Status                                                           | Korte landsnaam (oorspronkelijke taal/talen)                 |
| ---------------------------- | ---------------------------------------------------------------- | ------------------------------------------------------------ |
| Åland                        | Gebied met speciale status                                       | Zweeds: Åland                                                |
| Boechara                     | Protectoraat: Emiraat Boechara                                   | Oezbeeks: Buxoro / Бухоро Russisch: Бухара́ Tadzjieks: Бухоро |
| Finland                      | Grootvorstendom Finland, in personele unie met Rusland verbonden | Fins: Suomi Russisch: Финляндия Zweeds: Finland              |
| Xiva                         | Protectoraat: Kanaat Xiva                                        | Oezbeeks en Russisch: Chiva / Хива Perzisch: Chiveh / خیوه   |

### Siamese niet-onafhankelijke gebieden
De Maleise sultanaten Kedah, Kelantan, Perlis en Terengganu, die vielen onder de Siamese soevereiniteit, zijn niet apart hieronder weergegeven.
| Korte landsnaam (Nederlands) | Status                           | Korte landsnaam (oorspronkelijke taal/talen) |
| ---------------------------- | -------------------------------- | -------------------------------------------- |
| Champasak                    | Vazalstaat: Koninkrijk Champasak | Laotiaans: Champasak / ຈຳປາສັກ Siamees:       |

### Niet-onafhankelijke gebieden van Sokoto
| Korte landsnaam (Nederlands) | Status                       | Korte landsnaam (oorspronkelijke taal/talen) |
| ---------------------------- | ---------------------------- | -------------------------------------------- |
| Daura (tot 1903)             | Vazalstaat: Emiraat Daura    | Hausa: Daura                                 |
| Dutse (tot 1903?)            | Vazalstaat: Emiraat Dutse    | Fula: Dutse                                  |
| Gwandu (tot maart)           | Vazalstaat: Emiraat Gwandu   | Hausa: Gwandu                                |
| Hadejia (tot 1903)           | Vazalstaat: Emiraat Hadejia  | Hausa: Haɗejiya                              |
| Jama'are (tot 1903)          | Vazalstaat: Emiraat Jama'are | Fula: Jama'are                               |
| Kano (tot 3 februari)        | Vazalstaat: Emiraat Kano     | Hausa: Kano                                  |
| Katagum (tot 1903)           | Vazalstaat: Emiraat Katagum  | Fula: Katagum                                |
| Katsina (tot 1903)           | Vazalstaat: Emiraat Katsina  | Hausa: Katsina                               |
| Kazaure (tot 1903)           | Vazalstaat: Emiraat Kazaure  | Fula: Kazaure                                |
| Misau (tot 1903)             | Vazalstaat: Emiraat Misau    | Hausa: Misau                                 |

### Spaanse niet-onafhankelijke gebieden
| Korte landsnaam (Nederlands)  | Status       | Korte landsnaam (oorspronkelijke taal/talen) |
| ----------------------------- | ------------ | -------------------------------------------- |
| Fernando Poo                  | Kolonie      | Spaans: Fernando Pó                          |
| Río de Oro (vanaf 1 december) | Protectoraat | Spaans: Río de Oro                           |
| Río Muni                      | Kolonie      | Spaans: Río Muni                             |